# Psanec
Psanec (lat. proscriptus) byl zločinec, který byl zapsán (odtud jeho označení) v registrech poprávců a veřejně prohlášen psancem na všech veřejných trzích v zemi jako zemský škůdce a rušitel veřejného pokoje. Tato opatření vyplývala z toho, že se skrýval před spravedlností a vyhýbal soudu. Za psance ale mohl být prohlášen i ten, kdo takovou osobu u sebe přechovával. Za porušení zákazu přechovávání hrozily těžké pokuty. Zákaz přechovávání se vztahoval i na českého krále, jestliže by se prohlášený psanec dal do jeho ochrany, byla šlechta zbavena poslušnosti vůči panovníkovi a mohla dobýt královský hrad, kde se psanec skrýval.